# Бивио Форначе (Анкона)
Бивио Форначе је насеље у Италији у округу Анкона, региону Марке.
Према процени из 2011. у насељу је живело 85 становника. Насеље се налази на надморској висини од 204 м.